# British, European and American Racing Series
BEARS staat voor: British, European and American Racing Series.
Dit is een wedstrijdserie voor Engelse, Amerikaanse en Europese (zonder Ducati superbikes) twee- en driecilinder motorfietsen.